# Internationale Thüringen-Rundfahrt der Frauen 2012
Die 25. Internationale Thüringen-Rundfahrt der Frauen fand vom 16. bis 22. Juli 2012 im Osten Thüringens statt. Sechs Etappen führten in Rundkursen um die Städte Altenburg, Greiz, Neustadt an der Orla, Schleiz, Schmölln und Zeulenroda-Triebes, daneben wurde ein Prolog im sächsischen Zwickau ausgetragen.

## Teilnehmerinnen
Bei der Thüringen-Rundfahrt 2012 gingen 20 Radsportteams mit 113 Fahrerinnen an den Start.
| Sponsorenteams - Orica-AIS - Kleo Ladies Team - Abus Nutrixxion - Koga Ladies – Central Rhede – Fachklinik Dr. Herzog - Maxx-solar biEHLER - Team Specialized-lululemon - Be Pink - MCipollini Giambenini - AA Drink-leontien.nl - Dolmans-Boels Cyclingteam - Rabobank Women Cycling Team - Skil-Argos - Hitec Products-Mistral Home Cycling Team - RusVelo - Alrikkson Go:Green | Nationalteams - Kanada - Deutschland (BDR) - Finnland - Slowenien - Ukraine |

## Etappenübersicht
| Etappen   | Typ | Tag           | Strecke                    | km    | Etappensiegerin      | Zeit (h)   | Schnitt (km/h) | Gelbes Trikot     |
| --------- | --- | ------------- | -------------------------- | ----- | -------------------- | ---------- | -------------- | ----------------- |
| Prolog    | EZF | Mo., 16. Juli | Zwickau (Innenstadtkurs)   | 003,3 | Hanka Kupfernagel    | 0:04:51,94 | 40,824         | Hanka Kupfernagel |
| 1. Etappe |     | Di., 17. Juli | Rund um Neustadt/Orla      | 114,1 | Ina-Yoko Teutenberg  | 3:08:19    | 36,353         | Emma Johansson    |
| 2. Etappe |     | Mi., 18. Juli | Rund um Schleiz            | 103,7 | Ina-Yoko Teutenberg  | 3:13:27    | 32,163         | Emma Johansson    |
| 3. Etappe |     | Do., 19. Juli | Rund um Greiz              | 128,4 | Trixi Worrack        | 3:29:09    | 36,834         | Emma Johansson    |
| 4. Etappe | EZF | Fr., 20. Juli | Rund um Altenburg          | 020,7 | Trixi Worrack        | 0:29:49,22 | 41,654         | Judith Arndt      |
| 5. Etappe |     | Sa., 21. Juli | Rund um Schmölln           | 101,5 | Elisa Longo Borghini | 2:43:42    | 37,202         | Judith Arndt      |
| 6. Etappe |     | So., 22. Juli | Rund um Zeulenroda-Triebes | 106,4 | Jessie Daams         | 2.50:07    | 37,527         | Judith Arndt      |